# یانگی-آئول (شهرستان کویورگازینسکی، باشقیرستان)
یانگی-آئول (انگلیسی: Yangi-Aul, Kuyurgazinsky District, Republic of Bashkortostan) یک شهرک در شهرستان کویورگازینسکی جمهوری باشقیرستان در کشور روسیه است.